# Tierra Fría
Tierra Fría es una localidad del estado mexicano de Guanajuato. Es parte del municipio de Cortazar.

## Demografía
| Gráfica de evolución demográfica |
|                                  |

| Censo | Población |
| ----- | --------- |
| 1900  | 632       |
| 1910  | 619       |
| 1921  | 455       |
| 1930  | 629       |
| 1940  | 791       |
| 1950  | 814       |
| 1960  | 1 408     |
| 1970  | 1 870     |
| 1980  | 2 853     |
| 1990  | 3 324     |
| 2000  | 3 414     |
| 2010  | 3 415     |
| 2020  | 4 108     |